# Nieuw-Siberië

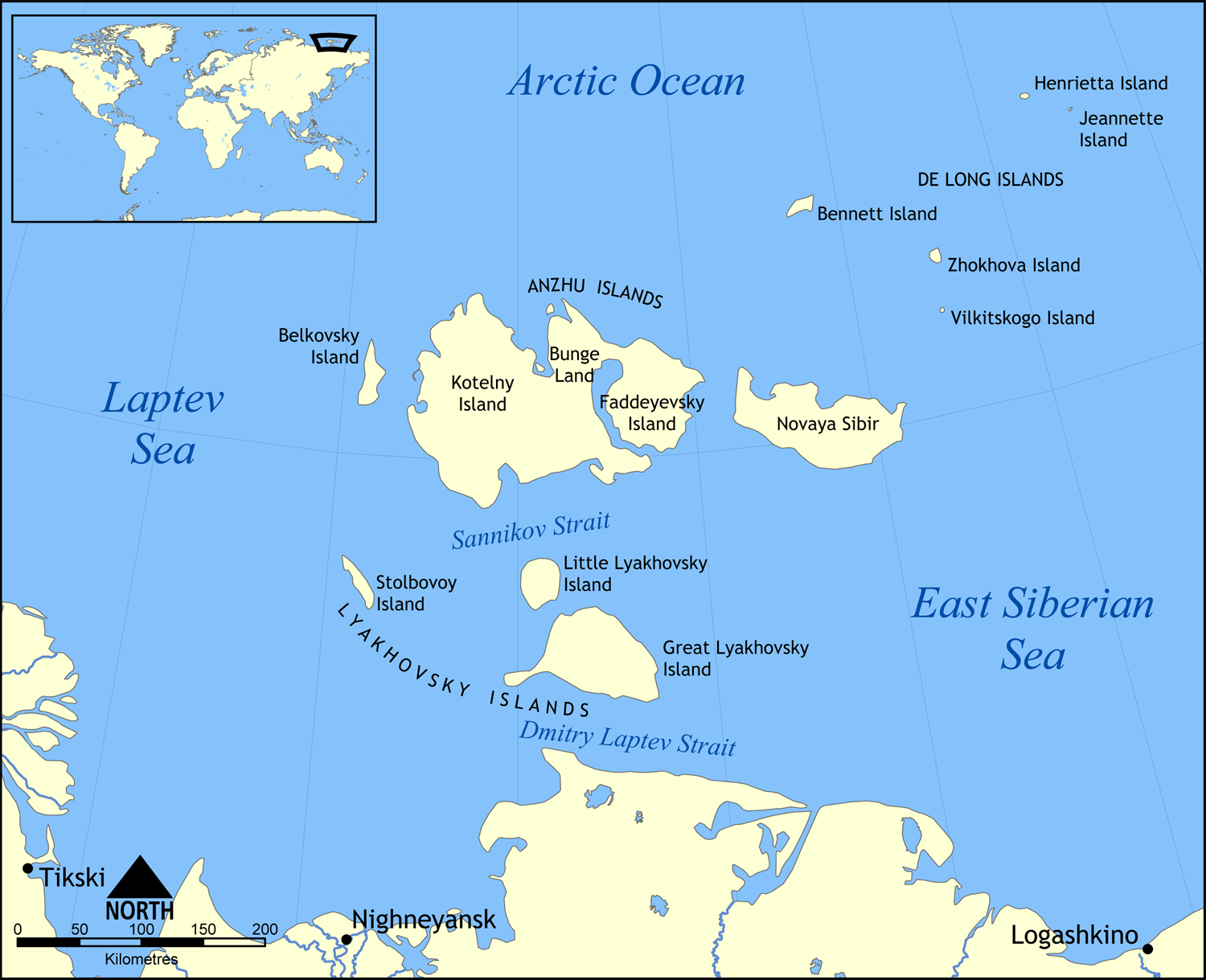
Detailkaart

Nieuw-Siberië (Russisch: Новая Сибирь; Novaja Sibir) is een van de Nieuw-Siberische Eilanden tussen de Laptevzee en de Oost-Siberische Zee en maakt deel uit van de Anzjoe-eilanden. Het heeft een oppervlakte van 6200 km² en rijst tot maximaal 76 meter boven de zeespiegel. Het bestaat vooral uit kwartaire afzettingen, die op vele plaatsen boven op de oude ijslaag liggen en is bedekt met toendrabegroeiing. Het eiland werd ontdekt in 1806 door Russische bonthandelaren. Het eiland maakt nu als onderdeel van de Nieuw-Siberische Eilanden deel uit van de Russische autonome republiek Jakoetië in het Russische Verre Oosten.
Sannikovland (spookeiland)